# Эквая (приток Ялбынъя)
Эквая — река в России, протекает по Берёзовскому району в Ханты-Мансийском АО. Устье реки находится в 62 км по левому берегу реки Ялбынъя. Длина реки составляет 11 км.

## Данные водного реестра
По данным государственного водного реестра России относится к Нижнеобскому бассейновому округу, водохозяйственный участок реки — Северная Сосьва, речной подбассейн реки — Северная Сосьва. Речной бассейн реки — (Нижняя) Обь от впадения Иртыша.
Код объекта в государственном водном реестре — 15020200112115300027902.